# Abschuss einer Suchoi Su-24 der russischen Luftwaffe 2015
Beim Abschuss einer Suchoi Su-24 der russischen Luftwaffe am 24. November 2015 im türkisch-syrischen Grenzgebiet über der syrischen Provinz Latakia wurde die Su-24  der russischen Luftstreitkräfte von den türkischen Luftstreitkräften mit einer Luft-Luft-Rakete abgeschossen. Nach türkischen Angaben verletzte diese und eine weitere von Latakia gestartete Maschine den türkischen Luftraum beim Angriff auf Ziele nahe der türkischen Grenze und wurde nach zahlreichen Warnungen von einer türkischen F-16 abgeschossen. Nach russischen Angaben befand sich die Su-24 im syrischen Luftraum und es gab keine Vorwarnung. Beide Besatzungsmitglieder konnten sich mit Schleudersitzen retten; der Pilot wurde von Mitgliedern der Syrischen Turkmenenbrigaden getötet. Der Vorfall führte kurzfristig zu einer ernsthaften Verstimmung zwischen Türkei und Russland. Langfristig leitete er, nach der Entschuldigung Erdoğans für den Abschuss einen Monat später, eine Annäherung an Russland ein.

## Vorgeschichte
Die russischen Streitkräfte verlegten im September 2015 unter anderem Jagdflugzeuge des Typs Suchoi Su-30, Su-24- und Su-34-Jagdbomber und Su-25-Erdkampfflugzeuge sowie unbemannte Aufklärungsdrohnen nach Latakia. Am 30. September 2015 griffen sie erstmals auf Seiten der syrischen Regierung in den Bürgerkrieg in Syrien ein. Am 3. Oktober 2015 kam es zu einem unbeabsichtigten Einflug eines russischen Kampfflugzeugs in den türkischen Luftraum. Die türkische Regierung protestierte gegen diese Luftraumverletzung; das russische Verteidigungsministerium entschuldigte sich für die „einige Sekunden“ dauernde Verletzung des Luftraums und machte ungünstige Wetterverhältnisse dafür verantwortlich. Nach Angaben des türkischen Außenministeriums sollen sich russische Flugzeuge zwischen 3. und 10. Oktober 2015 dreizehnmal der türkischen Grenze genähert haben. Am 16. Oktober schoss die türkische Seite eine Drohne russischer Bauart ab. Am Tag darauf drohte Ministerpräsident Ahmet Davutoğlu, jedes Flugzeug, das den türkischen Luftraum verletzen sollte, zu zerstören.
Am 20. November 2015 bestellte die Türkei den russischen Botschafter Andrei Karlow ein, da sich die russischen Luftangriffe in der Region Bayirbucak – nach türkischen Aussagen – gegen turkmenische Siedlungen nordöstlich der Hafenstadt Latakia richteten, bei denen keine Terroristen, sondern nur Zivilisten getroffen würden. Das türkische Außenministerium forderte einen „sofortigen Stopp der Operation“ und drohte widrigenfalls mit „ernsthaften Konsequenzen“.

## Ablauf

Schematische Darstellung des Ereignisses in der türkischen und der russischen Version kurz nach dem Abschuss. Die türkische Seite sprach von zwei Flugzeugen, die den türkischen Luftraum verletzt hätten.

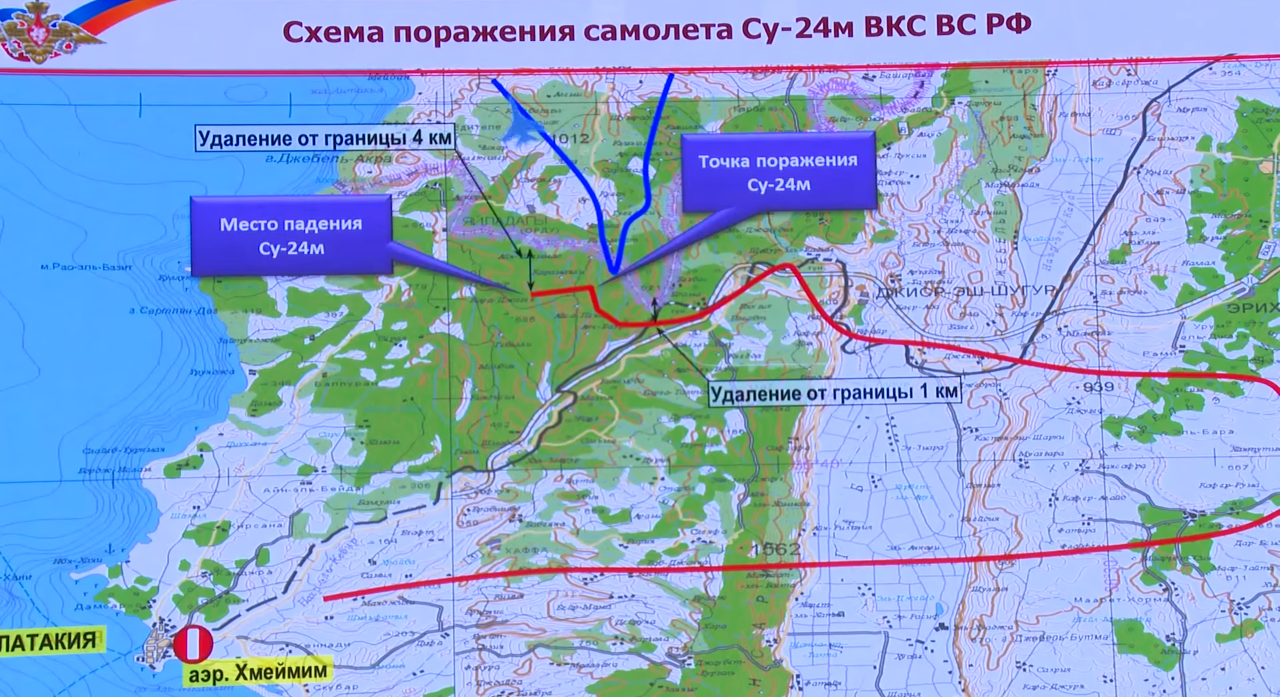
Erste russische Darstellung der Flugverläufe (Angaben des russischen Verteidigungsministeriums)

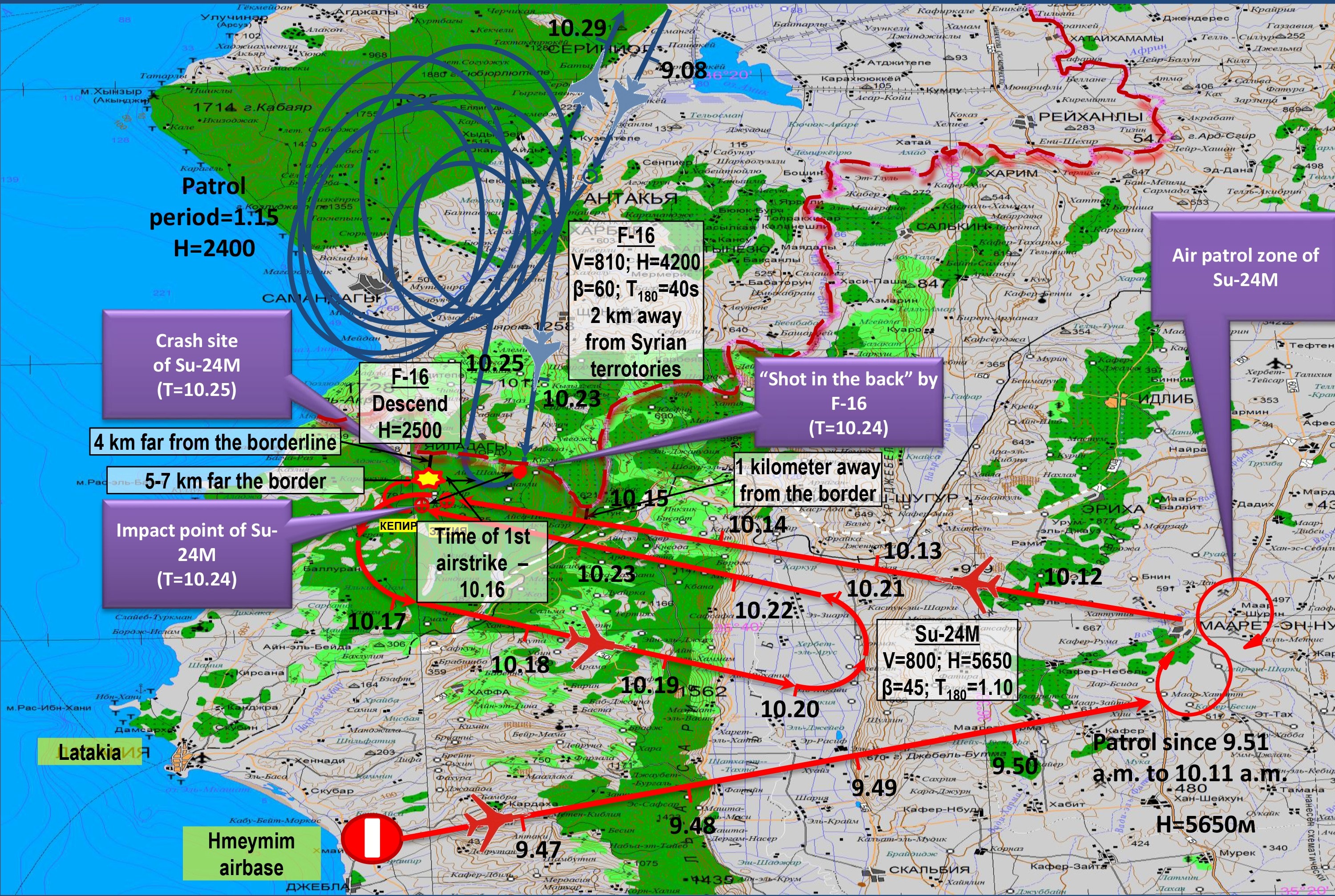
Zweite, unterschiedliche russische Darstellung der Flugverläufe (Angaben des russischen Verteidigungsministeriums)

Die Su-24 mit der taktischen Nummer „weiße 83“ war auf der russischen Basis in Latakia gestartet und wurde, nachdem sie zusammen mit einer anderen Maschine mutmaßlich türkischen Luftraum durchquert hatte, abgeschossen.
Die Maschine stürzte auf syrischen Boden ab, rund vier Kilometer von der türkischen Grenze entfernt.
Die USA bestätigten dabei die türkischen Angaben, während Russland behauptete, der türkische Luftraum sei nicht verletzt worden. Nach russischen Angaben handelte es sich bei der Rakete um eine Sidewinder AIM-9X, andere Quellen sprachen von einer AIM-120 AMRAAM.
Beide Besatzungsmitglieder, Pilot Oleg Peschkow und Waffensystemoffizier Konstantin Murahtin, katapultierten sich aus dem getroffenen Flugzeug. Während sie am Fallschirm niedergingen, wurde Peschkow von örtlichen Kämpfern mit Handfeuerwaffen beschossen und getötet. Der Beschuss verstieß gegen Artikel 42 des Ersten Zusatzprotokolls der Genfer Konventionen.
Eine Einheit der Syrischen Turkmenenbrigade, die einem Bündnis von „moderaten Rebellen“ zugerechnet wird, übernahm die Verantwortung für die Tötung des Piloten. Rebellen veröffentlichten ein Video, das die beiden russischen Piloten nach dem Absturz der Maschine an Fallschirmen hängend zeigt, die von Kämpfern am Boden beschossen werden. Es waren auf dem Video aber auch Stimmen zu hören, die dazu aufforderten, nicht auf die Männer zu schießen.
Der Vizekommandant der Turkmenen, Alparslan Çelik, ist ein Türke aus Keban, der osttürkischen Provinz Elazığ und Mitglied der Grauen Wölfe. Im Jahr 2014 berichteten mehrere türkische Zeitungen, Çelik sei in den Irak gereist und habe sich Turkmenen im Kampf gegen den IS angeschlossen.
Dem amerikanischen Flugzeugexperten Pierre Sprey zufolge war der Abschuss des Flugzeugs ein Hinterhalt.
Eine direkt nach dem Abschuss gestartete Rettungsaktion mit Mi-8-Hubschraubern wurde ebenfalls beschossen, wobei ein russischer Soldat starb. Einer der Hubschrauber wurde dabei mit einer amerikanischen TOW-Lenkrakete von den Rebellen zerstört. Diese veröffentlichten ein Video des Angriffs auf einer Internetplattform.
Der verletzte Waffensystemoffizier des Jets konnte von der syrischen Armee gerettet werden und wurde zur russischen Basis Hmeimim gebracht. Er wies Informationen aus Ankara zurück, das türkische Militär habe den russischen Kampfjet mehrmals vorgewarnt.
Er sagte: „Es hat keine Vorwarnungen gegeben, weder per Funk noch visuell. Es hat überhaupt keinen Kontakt gegeben“. Die türkische Rakete habe das Flugzeug „völlig unerwartet“ am Heck getroffen: „Wir haben sie nicht einmal gesehen und deshalb kein Ausweichmanöver eingeleitet.“ Die F-16 sei schneller als ein Bomber und hätte sich für eine Vorwarnung sichtbar positionieren können.
Nach Angaben russischer Spezialisten benötigt das Funkgerät der Su-24M ein zusätzliches Modul, um die Frequenzen des internationalen Not- und Anrufkanals empfangen zu können. Das Fehlen eines solchen Moduls könne erklären, warum die russische Besatzung keine Warnungen gehört habe.

## Türkische Schadensbegrenzung

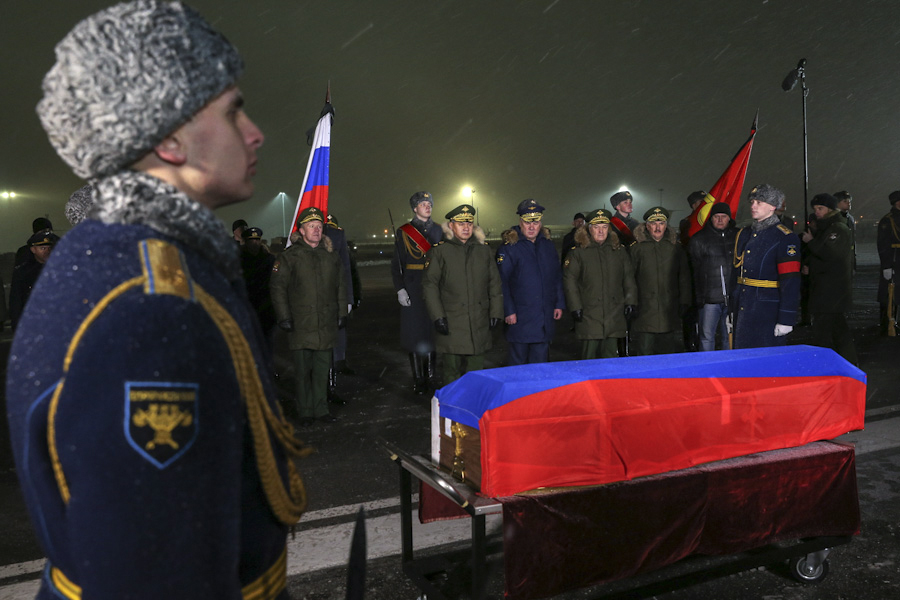
Überführung des Piloten nach Russland

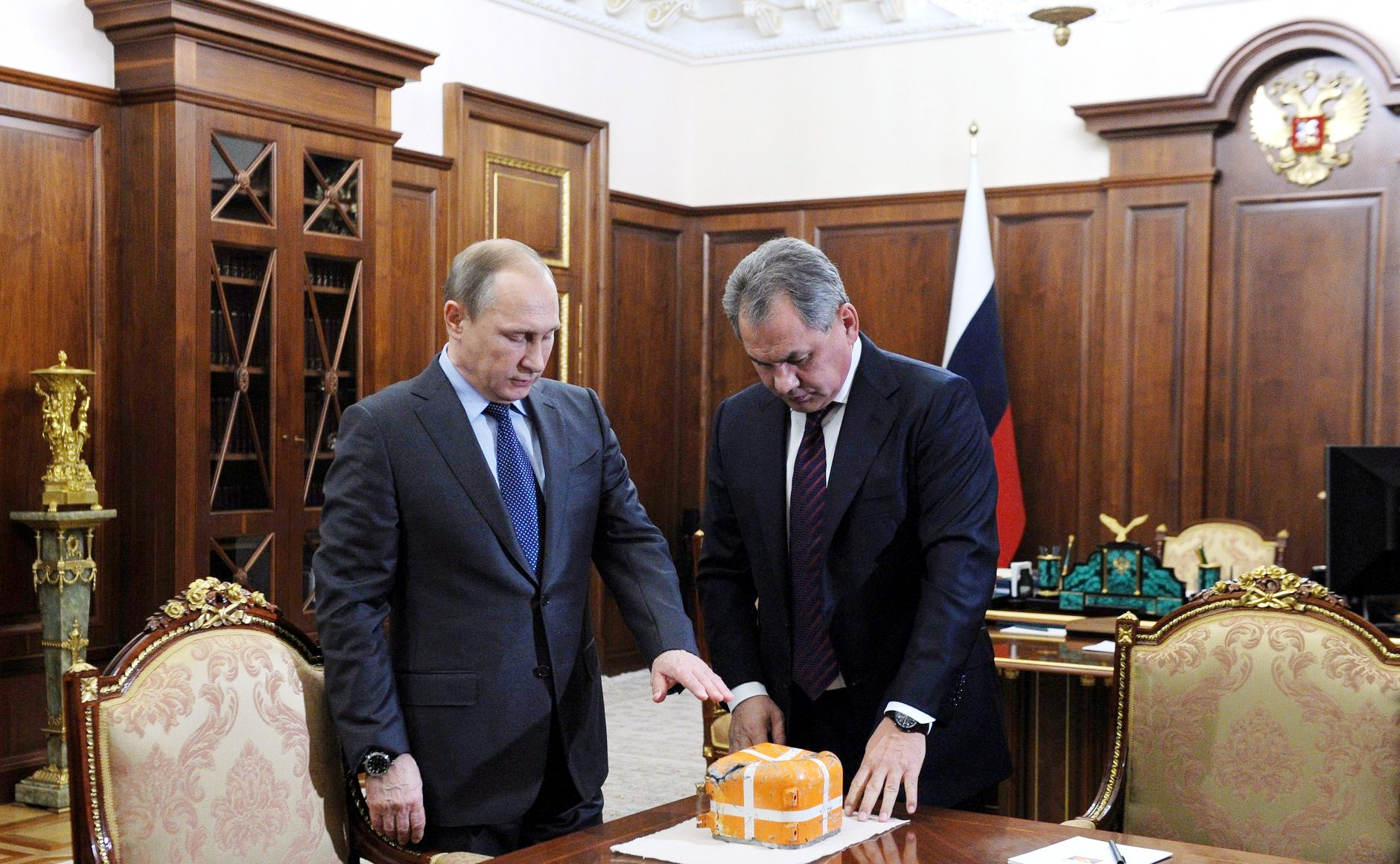
Übergabe des Flugschreibers durch Schoigu an Putin

Die türkische Regierung versuchte sich in Schadensbegrenzung: Staatspräsident Erdoğan sagte am 25. November 2015 in einer Fernsehansprache: „Wir haben nicht die Absicht, diesen Zwischenfall eskalieren zu lassen. Wir verteidigen nur unsere Sicherheit und die Rechte unserer Brüder.“ Ministerpräsident Ahmet Davutoğlu versicherte, Russland sei ein „Freund und Partner“ der Türkei und Außenminister Mevlüt Çavuşoğlu telefonierte mit seinem russischen Amtskollegen, um sein Beileid auszudrücken.
Fünf Tage nach dem Abschuss nahm die Türkei in der Nacht zum 29. November die Leiche des Piloten, Oberstleutnant Oleg Peschkow, an der syrischen Grenze in Empfang.
Der türkische Ministerpräsident Davutoğlu gab bekannt, der Tote sei durch türkische Initiative aus Syrien in die an der Grenze liegende Provinz Hatay gebracht worden und die russische Botschaft in Ankara bestätigte, dass der Tote aus Hatay nach Ankara gebracht wurde. Der Transport traf am 30. November 2015 auf dem Militärflugplatz Tschkalowski bei Moskau ein.
Alparslan Çelik wurde 2017 in der Türkei wegen unerlaubten Waffenbesitzes zu fünf Jahren Haft verurteilt.

## Untersuchung
Der Flugschreiber der Su-24 wurde von syrischen Spezialeinheiten an der Absturzstelle sichergestellt und am 8. Dezember 2015 nach Moskau gebracht. Präsident Putin ordnete an, dass er nur im Beisein internationaler Experten geöffnet werden dürfe.
Nachdem es am 9. Dezember 2015 zunächst hieß, Putin habe Cameron während eines Telefongesprächs um die Entsendung britischer Spezialisten zur Untersuchung des Flugschreibers gebeten und Großbritannien würde sich die Anfrage überlegen, lud Russland internationale Experten aus 14 Ländern ein, an der Untersuchung teilzunehmen. Von diesen 14 Ländern entsandte China einen Experten nach Moskau.
Das Öffnen des Flugschreiber-Gehäuses in Anwesenheit eines chinesischen Experten und eines inoffiziell anwesenden Flugsicherheits-Experten mit britischer Staatsbürgerschaft wurde während eines Briefings des russischen Verteidigungsministeriums live übertragen. Neben Journalisten beobachteten auch die Militärattachés Chinas, Indiens und Großbritanniens die Live-Übertragung der Prozedur in einem Presseraum. Die Untersuchung selbst wird durch Spezialisten der Herstellerfirmen Ismeritel und Topas durchgeführt.
Die Untersuchung der Daten verzögerte sich, weil die Speicher beschädigt waren.

## Reaktionen

### Politische Reaktionen
Der Vorfall führte kurzfristig zu einer ernsthaften Verstimmung zwischen Türkei und Russland. Langfristig leitete er, nach der Entschuldigung Erdoğans für den Abschuss einen Monat später, eine Annäherung an Russland ein.

#### Russland
Der russische Präsident Wladimir Putin nannte den Abschuss ein Verbrechen und drohte der Türkei mit Konsequenzen. Er warf der Türkei Komplizenschaft mit der Terrormiliz IS vor und kündigte zum Schutz der russischen Basis die Verlegung des Flugabwehrraketensystems S-400 nach Ḫumaymīm an.
Auf der politischen Seite reagierte Russland mit der Wiedereinführung der Visumspflicht für türkische Staatsbürger, verschärften Kontrollen für türkische Lebensmittelimporte in die Russische Föderation und dem Stopp des Pipelineprojektes Turkish Stream. Ein von Präsident Erdoğan erbetenes Gespräch mit Wladimir Putin wurde von diesem abgesagt. Das russische Außenministerium gab eine Reisewarnung für die Türkei heraus. Die russische staatliche Tourismusagentur Rostourismus untersagte daraufhin russischen Reisebüros, Reisen in die Türkei zu verkaufen. Bisher hatten jährlich etwa 4,4 Mio. Russen die Türkei besucht; der finanzielle Umfang dieser Reisen wurde auf etwa 10 Milliarden US-Dollar geschätzt. Ein für den 25. November 2015 geplanter Türkeibesuch des russischen Außenministers Lawrow wurde abgesagt. Das türkische Kernkraftwerk Akkuyu, das von Rosatom gebaut und später auch betrieben werden soll, war nicht betroffen.
Am 2. Dezember 2015 sagte der russische Vizeverteidigungsminister Anatoli Antonow vor ausländischen Journalisten in Moskau, die Türkei sei Hauptabnehmer des vom IS in Syrien und im Irak gestohlenen Erdöls und beschuldigte den türkischen Staatschef Erdoğan und dessen Familie, in Ölgeschäfte mit der Terrormiliz Islamischer Staat (IS) verwickelt zu sein. Dass die Türkei in den behaupteten Ölhandel zumindest verwickelt ist, war auch im Westen unstrittig.
Am 30. Dezember 2015 forderte das russische Außenministerium die türkische Regierung auf, Sofortmaßnahmen zur Ergreifung des mutmaßlichen Mörders von Pilot Peschkow einzuleiten, dies als Reaktion auf ein Interview Çeliks, das die türkische Zeitung Hürriyet drei Tage zuvor gedruckt hatte. Am 30. März 2016 wurde Alparslan Çelik in Izmir festgenommen.

#### Türkei
Der türkische Präsident Erdoğan betonte das Recht seines Landes, die nationale Sicherheit und die „unserer Brüder“ zu verteidigen, womit er die türkischsprachige, turkmenische Minderheit in Syrien meinte, als deren Schutzherr sich Erdoğan versteht.
Die Türkei initiierte eine Sondersitzung der NATO am 24. November 2015, die Botschafter der 28 NATO-Staaten berieten auf Antrag der Türkei in Brüssel, auf den Einbezug des Artikels 4 des Verteidigungsbündnisses wurde verzichtet.
Ministerpräsident Davutoğlu verteidigte den Abschuss und warnte Russland vor weiteren Grenzverletzungen. Infolge des Abschusses der Su-24 setzte die türkische Luftwaffe alle Flüge im syrischen Luftraum auf unbestimmte Zeit aus.
Am 27. Juni 2016 teilte das russische Präsidialamt mit, dass sich der türkische Präsident Erdoğan brieflich beim russischen Präsidenten Wladimir Putin entschuldigt und den Angehörigen des getöteten Piloten Peschkow sein Beileid kundgetan hat.

### Syrien
Die syrische Regierung warf der Türkei die Verletzung ihrer Souveränität vor, weil die Türkei über syrischem Boden ein „befreundetes russisches Flugzeug“ abgeschossen habe, das von einem Einsatz gegen die Terrormiliz Islamischer Staat (IS) zurückkehrte. Syrien verurteilte den Abschuss ebenso als Verbrechen und beschuldigte namentlich die Türkei, Saudi-Arabien und Katar, die Gegner Syriens zu unterstützen.

#### Andere Staaten
Außer Russland und der Türkei veröffentlichten mehrere am Syrien-Konflikt beteiligte Parteien Statements zum Abschuss:
- Vereinigte Staaten: Präsident Barack Obama bekräftigte, dass die Türkei das Recht habe, ihr Territorium zu verteidigen, und warnte gleichzeitig vor einer Eskalation. Die Streitkräfte der Vereinigten Staaten waren nach eigenen Angaben nicht am Abschuss der russischen Maschine beteiligt. Der ehemalige stellvertretende US-Luftwaffen-Stabschef, Generalleutnant Tom McInerney, sagte am 24. November 2015, mit dem Abschuss der russischen Su-24 habe die Türkei einen „sehr ernsthaften Fehler“ begangen. Die Radardaten deuteten darauf hin, dass das Flugzeug den entlegensten Punkt des türkischen Staatsgebietes überflogen und sich dabei nur 20 bis 40 Sekunden im türkischen Luftraum befunden habe. Er betonte, dass dieses Flugzeug kein Angriffsmanöver auf das Territorium vorgenommen habe.[72]
- NATO: NATO-Generalsekretär Jens Stoltenberg mahnte beide Seiten zu Zurückhaltung. Bereits am Abend des 24. November 2015 waren Vertreter der Mitgliedsstaaten auf Drängen der Türkei zu ersten Konsultationen zusammengekommen, allerdings ohne diese Sitzung nach Artikel 4 des Nordatlantikvertrages – einer Eskalationsstufe vor dem Ausrufen des Bündnisfalles – beantragt zu haben.
- Deutschland: Bundeskanzlerin Angela Merkel mahnte beide Seiten zur Deeskalation. Die Türkei habe das Recht, ihren Luftraum zu verteidigen. Andererseits müsse auch immer die angespannte Lage in der Region beachtet werden, die sich durch den Vorfall nochmals verschärft habe. Sie habe deswegen noch am Tag des Ereignisses mit dem türkischen Ministerpräsidenten Ahmet Davutoğlu telefoniert.[73]
- Tschechien: Miloš Zeman, Staatspräsident der Tschechischen Republik sagte: Türkei hat mit dem Abschuss des russischen Kampfflugzeugs einen Fehler gemacht.
- Irak: Vize-Premierminister Nuri al-Maliki warf Präsident Erdoğan vor, die Welt an den Rand eines Weltkrieges gebracht zu haben, und beschuldigte die Türkei, ihrerseits den Luftraum Syriens und des Irak täglich zu verletzen.[74]
- Iran: Der iranische Präsident Hassan Rouhani rief Russland und die Türkei zur Mäßigung auf. Er nannte Aktionen wie den jetzigen Abschuss „extrem gefährlich“ und „provokativ“.[75]
- Israel: Ein Sprecher der israelischen Luftwaffe erklärte, dass Israel ein versehentlich in seinen Luftraum eingedrungenes russisches Kampfflugzeug nicht abschießen würde. Russland sei „kein Feind“.[76] Ein russisches Flugzeug über den Golanhöhen hatte auch sofort auf die Aufforderung, abzudrehen, reagiert.[77]

### Militärische Reaktionen

#### Russland
- Zum Selbstschutz der russischen Truppen wurde ein mobiles allwetterfähiges Langstrecken-Boden-Luft-Raketen-System zur Bekämpfung von Kampfflugzeugen und Marschflugkörpern in allen Flughöhen – S-400 Triumf – in der Region Latakia stationiert.
- Jagdbomber wie die abgeschossene Suchoi Su-24 werden bei ihren Einsätzen zusätzlich durch Jagdflugzeuge begleitet.
- Jagdbomber Su-34 führten bei ihren Missionen zusätzliche Bewaffnung in Form von Luft-Luft-Raketen mit.[78]
- Der Lenkwaffenkreuzer Moskwa wurde zur Verteidigung der russischen Luftwaffe vor die syrische Mittelmeerküste verlegt.
- Alle militärischen Kontakte mit der Türkei wurden abgebrochen.
- Rebellen im syrischen Turkmenengebiet gaben an, dass russische Kampfflugzeuge seit dem Zwischenfall ihre Angriffe auf sie verstärkt hätten.[79]
- Russland verlegte Mil Mi-8 und Mil Mi-24 nach Armenien. Russland besitzt im nördlichen Nachbarland der Türkei zwei Basen und hat dort seit 1998 Mikojan-Gurewitsch MiG-29 stationiert.[80]

#### Türkei
Die Türkei gab an, mehr Kampfflugzeuge in die Grenzregion zu verlegen, und stationierte dort Panzer.

#### NATO
Am 1. Dezember 2015 kündigte die NATO an, die Flugabwehr der Türkei angesichts der zunehmenden russischen Militärpräsenz in der Region zu stärken. NATO-Generalsekretär Jens Stoltenberg betonte, die Stärkung der türkischen Flugabwehr habe nichts mit dem Abschuss des russischen Jets zu tun. Die Planungen seien älter. Obama rechnete nicht mit einem Kurswechsel Putins im Syrien-Konflikt, aber auf längere Sicht werde Russland möglicherweise mit der von den USA geführten Anti-IS-Allianz kämpfen.

## Auswirkungen
- Hunderte von Lastwagen mit Obst, Gemüse und anderen Waren aus der Türkei stauten sich an der georgisch-russischen Grenze, weil Russland wegen angeblichen Terrorismusverdachts deren Abfertigung verschleppe.[79] Im Mai 2018 erleichterte Russland die letzten Einfuhrbeschränkungen für Tomaten aus der Türkei.[83]
- Die Visa-Freiheit für türkische Bürger wurde von Russland abgeschafft.
- Russische Behörden nahmen 39 türkische Geschäftsleute in Gewahrsam, die als Touristen – und nicht mit Geschäftsvisa – zu einer Wirtschaftsmesse eingereist waren, und leiteten deren Abschiebung ein.[79]
- Im Schwarzen Meer und der Ägäis kam es in den folgenden Wochen zu mehreren Zwischenfällen zwischen türkischen und russischen Schiffen.[84]
- Ein für 2016 geplanter kultureller Austausch mit der Türkei wurde von russischer Seite abgesagt.[79]
- Die russische Regierung erließ ein Flugverbot für russische Pauschalreisen und Charterflüge in die Türkei, welches im Juli 2016 aufgehoben wurde.[85]